# 許顗
許顗（？—？），字彥周，襄邑（今河南睢縣）人。
事蹟失考，僅知紹興年間為永州（今湖南永州市）軍事判官。紹興十八年（1148年）又曾與何麒游陽華岩。著有《彥周詩話》。